# Holmtjärnen (Degerfors socken, Västerbotten, 715530-165441)
Holmtjärnen är en sjö i Lycksele kommun och Vindelns kommun i Västerbotten och ingår i Umeälvens huvudavrinningsområde. Sjön har en area på 0,0844 kvadratkilometer och ligger 235,4 meter över havet. Holmtjärnen ligger i Tjäderberget norr Natura 2000-område.

## Delavrinningsområde
Holmtjärnen ingår i det delavrinningsområde (715510-165408) som SMHI kallar för Inloppet i Inre Kroksjön. Medelhöjden är 268 meter över havet och ytan är 2,13 kvadratkilometer. Det finns inga avrinningsområden uppströms utan avrinningsområdet är högsta punkten. Vattendraget som avvattnar avrinningsområdet har biflödesordning 4, vilket innebär att vattnet flödar genom totalt 4 vattendrag innan det når havet efter 142 kilometer. Avrinningsområdet består mestadels av skog (80 procent). Avrinningsområdet har 0,09 kvadratkilometer vattenytor vilket ger det en sjöprocent på 4,1 procent.